# Gheorghe Caranda

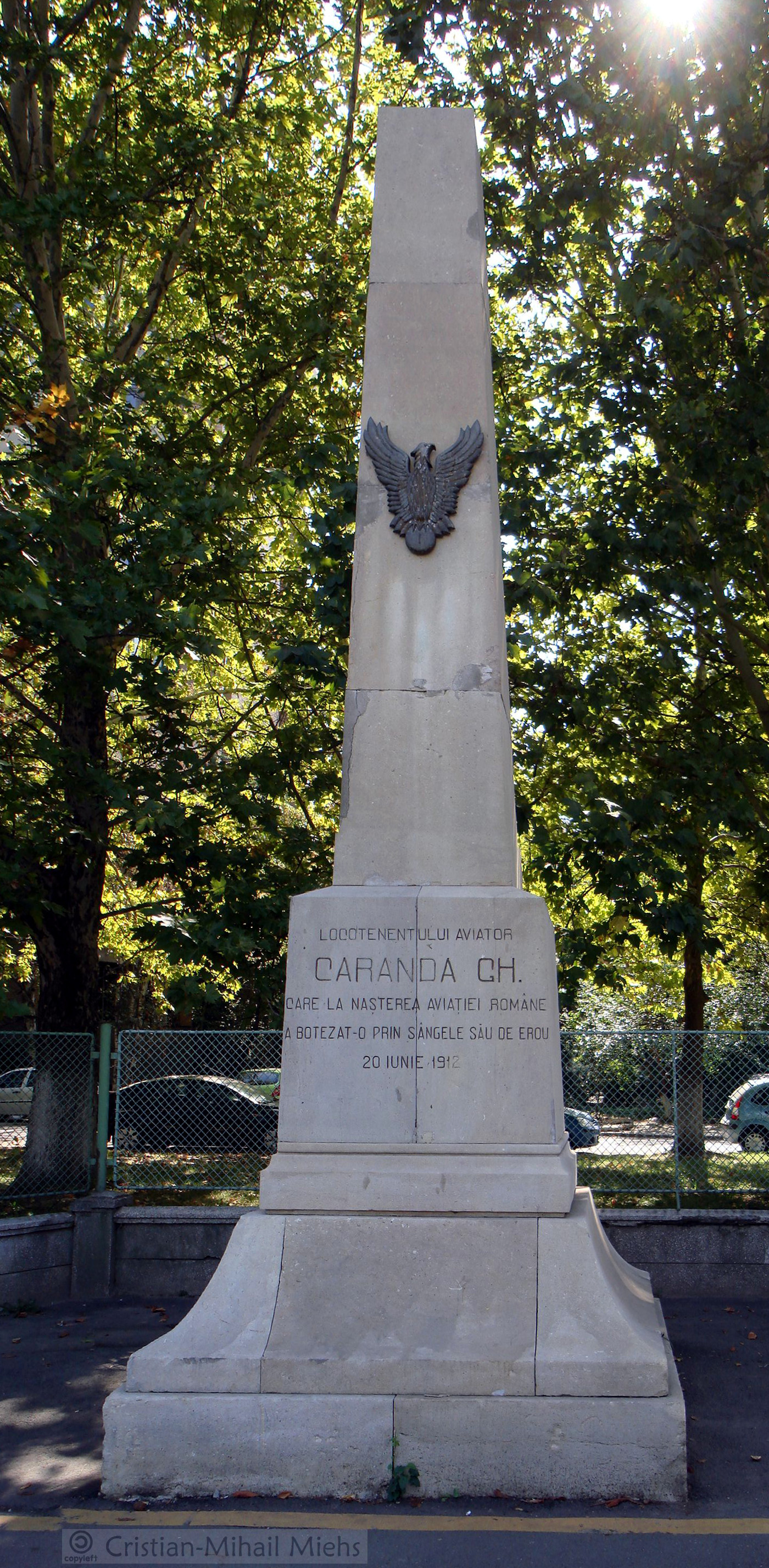
Obeliscul lt. aviator Gheorghe Caranda din București

Gheorghe Caranda (n. 21 aprilie 1884, Iași, România – d. 20 iunie 1912, București, România) a fost un aviator român, decorat cu Ordinul „Virtutea Militară”.

## Date biografice
În septembrie 1906 a intrat în scoala militară, iar in 1908 a fost avansat locotenent în arma infanterie. În toamna anului 1911 a fost detașat la școala de aviație militară de la Cotroceni și în scurt timp și-a luat brevetul de aviator. Cu ocazia zilei de 10 mai, Regele Carol I semnase decretul prin care era avansat locotenent aviator.
La 20 iunie 1912 biplanul lui s-a prăbușit și Caranda a murit pe terenul de zbor din Cotroceni, București, devenind astfel primul român care moare într-un accident de avion. Avionul „Farman” a fost printre cele utilizate la Școala de pilotaj Chitila și, aparent, a avut o problemă de stabilitate longitudinală și, în plus, motorul a fost sub-performanțe în ziua accidentului.
Caranda a primit ordinul Virtutea Militară post-mortem, iar numele său este menționat în primul rând pe Monumentul Eroilor Aerului din București, înaintea numelui pilotului și constructorului de avioane Aurel Vlaicu.

## Vezi și
- Obeliscul Gheorghe Caranda din București